# Fernando Villavicencio
Ne doit pas être confondu avec Villavicencio (municipalité).
Pour les articles homonymes, voir Valencia.
Fernando Alcibiades Villavicencio Valencia, né le 11 octobre 1963 à Alausí et mort assassiné le 9 août 2023 à Quito, est un journaliste et homme politique équatorien.
Après avoir été dirigeant syndical dans l'entreprise publique Petroecuador, il travaille comme journaliste d'enquête dans plusieurs médias du pays. Il se fait notamment connaître en dénonçant des scandales de corruption sous les présidences de Rafael Correa et Lenín Moreno. 
En 2021, il est élu membre de l'Assemblée nationale de l'Équateur sous les couleurs de l'Alliance de l'honnêteté, composée du Mouvement de la concertation et du Parti socialiste équatorien. Il détient ce mandat jusqu'en 2023.
Figure de la lutte contre la corruption, il est candidat de la coalition centriste Construire à l'élection présidentielle de 2023. Il fait partie des favoris jusqu'à son assassinat lors d'un rassemblement politique, à onze jours du premier tour.

## Biographie

### Origines et formation
Fernando Villavicencio naît le 11 octobre 1963 dans le canton d'Alausí, dans la province de Chimborazo, en Équateur.
Il étudie le journalisme et la communication sociale à l'université coopérative de Colombie. Alors qu'il travaille comme conseiller de Cléver Jiménez, à l'Assemblée nationale équatorienne, il rencontre sa future épouse Verónica Sarauz,.

### Carrière professionnelle
Il rejoint l'entreprise Petroecuador en 1996, d'abord en tant que communicant social puis comme syndicaliste jusqu'en 1999, année où  il est limogé par le gouvernement de Jamil Mahuad,. Comme il s'agit d'un licenciement irrégulier, Villavicencio reçoit un double règlement : le premier en indemnité, dont le montant s'élève à 448 942 886 sucres ; le second pour les salaires, qui totalisent 462 499 396 sucres. Les deux montants équivalent respectivement à 26 408 $ et 27 205 $. Avec cet argent, il ouvre la pizzeria El Leñador avec l'un de ses frères,.
Par la suite, il travaille comme journaliste au quotidien El Universo et dans le magazine Vanguardia. À son tour, il est l'un des dirigeants de la Coordination des mouvements sociaux. Il dénonce différents gouvernements, parmi lesquels celui de Gustavo Noboa en 2007, qu'il accuse d'avoir cédé le champ pétrolier Palo Azul aux frères Isaías, propriétaires du Groupe Isaías (es). Rafael Correa accueille la dénonciation mais cède finalement la concession au groupe Petrobras sous la pression de Lula ; dès lors, Villavicencio se trouve dans « le collimateur du corréisme ». Il fonde le portail « Journalisme d'investigation », avec lequel il formule des plaintes concernant principalement la corruption dans la sphère publique. Cependant, ledit portail de recherche est remis en question en raison des accusations de partialité et de son financement douteux.
Il devient conseiller législatif de son co-idéaire, Cléver Jiménez, entre 2013 et 2014. Après la révolte policière du 30 septembre 2010, Villavicencio, Cléver Jiménez et le médecin Carlos Figueroa accusent le président Correa d'être le principal responsable des événements et d'avoir ordonné l'incursion armée dans l'hôpital de la police. Leurs accusations sont rejetées et Correa les accuse de diffamation. La Cour nationale de justice conclut à des accusations « malveillantes » : Villavicencio, Jiménez et Figueroa sont condamnés à 18 mois de prison et au paiement de 47 000 dollars à titre de compensation. Ils ne purgent cependant pas leur peine.
En octobre 2013, Fernando Villavicencio publie un reportage intitulé « Le dossier Chevron », dans lequel il expose de possibles conflits d'intérêts entre l'État équatorien et le monde pétrolier. Il voit sa demeure perquisitionnée par douze policiers pour des soupçons d'avoir hacker des dossiers du gouvernement. Il se rend à Washington pour demander des mesures conservatoires contre son arrestation auprès de la Cour interaméricaine des droits de l'homme, mais, lorsqu'il rentre au pays, un mandat d'arrêt contre lui a déjà été lancé. C'est ainsi qu'il devient un fugitif de la justice équatorienne en se cachant dans la région amazonienne avec Cléver Jiménez et Carlos Figueroa, jusqu'à l'expiration de sa peine, en mars 2015.
En refusant de payer ladite indemnité, Correa l'assigne en insolvabilité en août 2016, insolvabilité pour laquelle Villavicencio paye finalement le montant demandé. Après avoir sans succès tenté de se présenter aux élections législatives de 2017 et avoir fui au Pérou, il revient en Équateur pour continuer ses dénonciations, tandis qu'un procès contre lui pour espionnage se poursuit : il est libéré le 22 février 2018 et innocenté,. 
Le 11 juillet 2018, il dépose une nouvelle plainte impliquant Julian Assange, car il y avait une utilisation alléguée de dépenses spéciales, par le Secrétariat du renseignement, pour la sécurité d'Assange, abrité à l'ambassade d'Équateur à Londres. À cela s'ajoute une publication sur un prétendu pacte entre Assange et le régime de Correa pour empêcher la divulgation de documents sur la corruption de ce gouvernement en échange de l'asile à l'ambassade.

## Carrière politique

### Débuts
En 1995, il participe à la fondation du parti politique Pachakutik.
À l'approche des élections législatives de 2017, il tente d'être candidat à l'Alliance pour le changement (Équateur) (es), composée du Mouvement CREO et du Parti SUMA (es), mais le Conseil national électoral (Équateur) (es) l'en empêche après avoir contesté l'affiliation à Pachakutik de Gustavo Baroja. Dès les résultats des élections, il fuit au Pérou, où il demande l'asile politique.

### Député équatorien

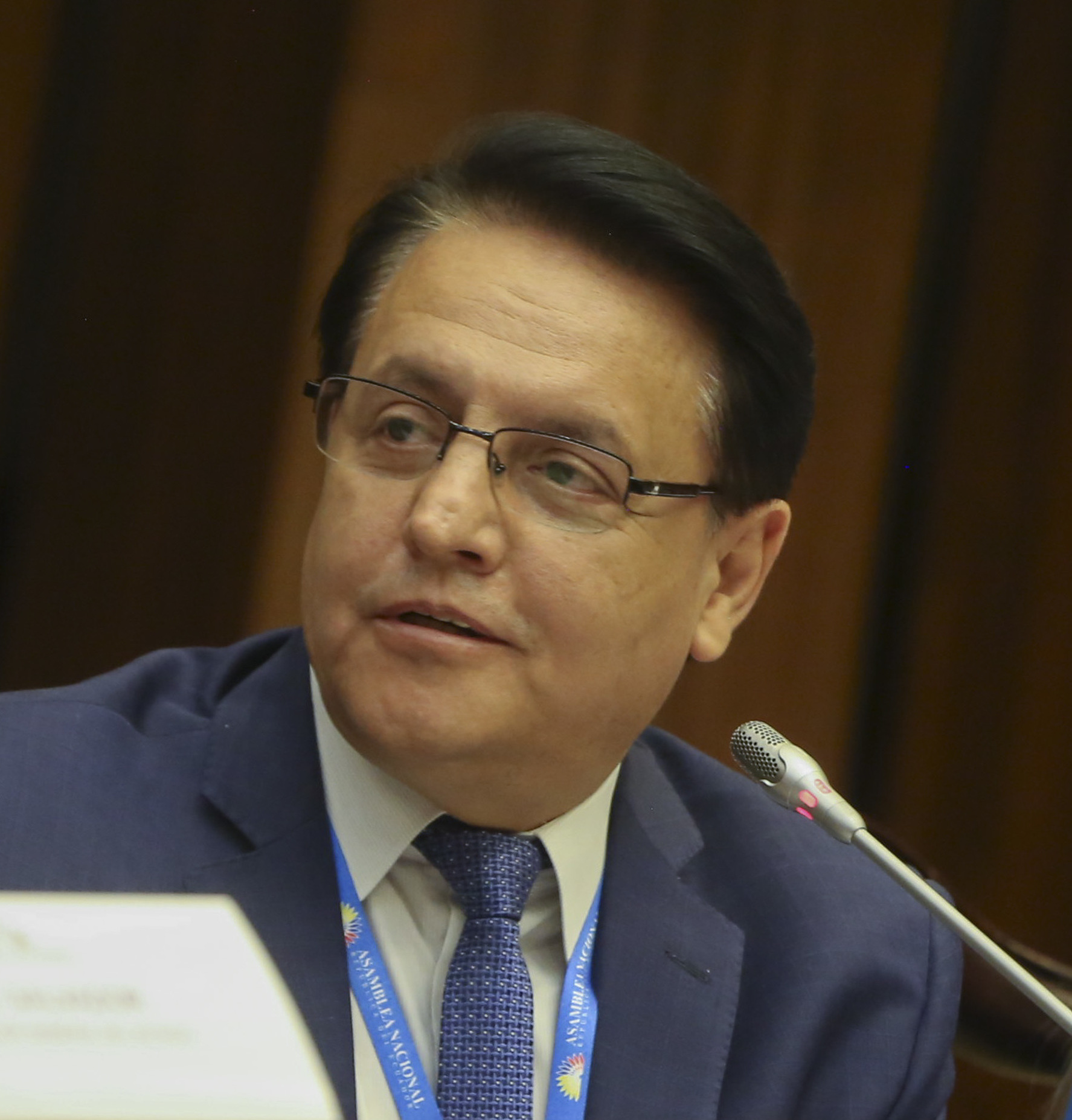
Fernando Villavicencio en 2021.

Lors des élections législatives de 2021, il est élu membre de l'Assemblée nationale sous l'étiquette de l'Alliance de l'honnêteté.
Au petit matin du 3 septembre 2022, il est victime d'un attentat, son domicile étant touché par balles. Il reçoit le soutien d'un petit groupe de membres de l'assemblée. L'agression dont il est victime fait l'objet d'une enquête.
Il s'oppose à la procédure de destitution visant le président conservateur Guillermo Lasso, mis en cause dans des affaires de corruption, lors de la crise politique équatorienne de 2023. Le 17 mai 2023, le président Lasso signe le décret exécutif 741, dans lequel il active l'article 148 de la Constitution équatorienne de 2008, appelé «Mort croisée (es)», arguant dans son décret de « grave crise politique et agitation interne », ce qui implique la dissolution de l'Assemblée nationale et la convocation d'élections présidentielle et législatives extraordinaires.

### Candidature présidentielle
Après l'activation de la « mort croisée », Fernando Villavicencio est le premier à annoncer sa candidature à la présidentielle. Le 19 mai 2023, il annonce qu'il est en pourparlers avec le Mouvement construire afin d'obtenir son soutien.
Début juin, il présente l'écologiste Andrea González comme colistière. Le 10 juin, le binôme Villavicencio-González enregistre l'acceptation de sa candidature et, le 12 juin, il enregistre sa candidature auprès du CNE. Le 16 juin 2023, le CNE ne procède pas à l'enregistrement de la candidature de Villavicencio, faute d'informations. Le 20 juin, après avoir complété les informations manquantes, le CNE approuve sa candidature.
Il est donc un des huit candidats à l'élection présidentielle anticipée de 2023. Selon des sondages, dont un effectué par l'institut Cedatos, il figure en deuxième position avec quelque 13 % d'intentions de vote ,.
Le 1er août 2023, il affirme avoir fait l'objet de menaces du groupe criminel Los Choneros, lié au trafic de drogue.

### Assassinat et conséquences
Fernando Villavicencio est assassiné de trois balles dans la tête à onze jours du premier tour de l'élection présidentielle, le 9 août 2023, à l'issue d'un meeting politique se déroulant au nord de Quito. Une semaine avant sa mort, Villavicencio avait dénoncé une série de menaces contre lui et son équipe de travail, par des gangs criminels liés au trafic de drogue.  Son assassinat survient dans un contexte d’explosion de la criminalité en Équateur.
Une vidéo publiée sur les réseaux sociaux montre l'organisation criminelle Los Lobos revendiquer l’assassinat. Mais finalement, le gang crie au complot et nie toute implication,.
Sa mort conduit le gouvernement à décréter l'état d'urgence et trois jours de deuil national, sans toutefois décaler la date de l'élection. Le président Lasso se déclare « indigné et choqué » par cet assassinat, promettant qu'« il ne restera pas impuni ».
Le 6 octobre 2023, six inculpés dans l'assassinat de Fernando Villavicencio sont tués lors d'émeutes au sein de la prison de Guayaquil, provoquant une nouvelle crise politique dans le pays.